# Saint-Hilaire-de-Brens
 Saint-Hilaire-de-Brens  es una población y comuna francesa, en la región de Ródano-Alpes, departamento de Isère, en el distrito de La Tour-du-Pin y cantón de Crémieu.

## Demografía
| 319 | 300 | 280 | 321 | 392 | 413 |
| Para los censos de 1962 a 1999 la población legal corresponde a la población sin duplicidades (Fuente: INSEE [Consultar]) |     |     |     |     |     |